# Nadia Gómez Morales
Nadia Gómez Morales (10 de abril de 1997) es una deportista española que compite en karate, en la modalidad de kumite. Ganó una medalla de bronce en el Campeonato Europeo de Karate de 2023, en la categoría de –50 kg.

## Palmarés internacional
| Campeonato Europeo | Campeonato Europeo   | Campeonato Europeo | Campeonato Europeo |
| Año                | Lugar                | Medalla            | Prueba             |
| ------------------ | -------------------- | ------------------ | ------------------ |
| 2023               | Guadalajara (España) | Medalla de bronce  | –50 kg             |